# لیریک بنت
لیریک بنت (به انگلیسی: Lyriq Bent) بازیگر کانادایی است.
از فیلم‌های معروف او می‌توان به بازی در مجموعه تلویزیونی پلیس‌های تازه‌کار ، آلیا: شاهدخت آر اند بی و فیلم پرداخت شبح اشاره کرد.